# コモエ地方
コモエ地方（フランス語: District de la Comoé）は、コートジボワールの地方（District）のひとつ。首府はアベンゴウロー。人口120万人（1998年国勢調査）

## 隣接行政区画
同国の南東部に位置し、隣国ガーナとザンザン地方、ラック地方、ラギューヌ地方、アビジャン自治区と接する。
- ザンザン地方
- ボノ州
- ウェスタン・ノース州
- ウェスタン州
- アビジャン自治区
- ラギューヌ地方
- ラック地方

## 設立まで
。2011年9月28日の行政区画再編時に南コモエ州と中コモエ州を統合して作られた。

## 下位行政区画
コモエ地方は2つの州（Région）を管轄する。
- 南コモエ州（Sud-Comoé） - アベンゴウロー（fr:Abengourou）
- インデニエ＝ジブアリン州（fr:Indénié-Djuablin） - アビッソ（fr:Aboisso）